# Pio Martins
Maickol Pio Martins Aristegui (sinh ngày 29 tháng 4 năm 1993) là một cầu thủ bóng đá người Uruguay, người được biết đến lần cuối cùng khi chơi ở vị trí tiền vệ hoặc tiền đạo cho Liria.

## Sự nghiệp
Năm 2014, Martins ký hợp đồng với đội bay hàng đầu của Uruguay Tacuarembó từ Deportivo Maldonado ở giải hạng hai Uruguay, trước khi gia nhập câu lạc bộ Curaçao Scherpenheuvel.
Trước nửa sau của mùa giải 2017-18, anh ký hợp đồng với Al Nabi Chit ở Lebanon, nơi anh bị chấn thương.
Trước nửa sau của mùa giải 2018-19, Martins ký hợp đồng với Liria ở Kosovo.